# Pieve di San Michele Arcangelo (Montepertuso)
La pieve di San Michele Arcangelo è un luogo di culto cattolico situato a Montepertuso, nel comune di Murlo.
La pieve è ricordata dal 1214; nel 1475 fu ornata del trittico con San Michele e altri santi di Benvenuto di Giovanni, poi trasferito nella parrocchiale di Vescovado e sostituito da una copia. Fu completamente restaurata agli inizi del Novecento in forme neogotiche: all'interno furono costruiti tre altari in pietra serena con un ricco tabernacolo in marmo sull'altare maggiore. Ha avuto una notevole ripresa per l'attività della Comunità Mondo Nuovo che vi ha fondato uno dei suoi centri, impegnandosi in una costante azione di recupero della struttura architettoniche che si è conclusa nel 1997 con il ripristino sia dell'edificio di culto che degli annessi. La chiesa è stata ornata da un nuovo tabernacolo scolpito da Chiara Tambani (1997).